# Pyotr Khristianovich Wittgenstein
Thân vương công (светлейший князь) Pyotr Khristianovich Wittgenstein (tiếng Nga: Пётр Христиа́нович Ви́тгенштейн, 17 tháng 1 năm 1769 – 11 tháng 6 năm 1843), tên trong tiếng Đức là Ludwig Adolph Peter Fürst zu Sayn-Wittgenstein, là một quý tộc người Nga gốc Đức và một thống chế của quân đội Đế quốc Nga . Ông tham chiến trong cuộc chiến tranh Napoléon và chiến tranh Nga-Thổ Nhĩ Kỳ, có công bảo vệ Sankt Petersburg trước sự tấn công của quân Pháp.